# Viera Čákanyová
Viera Čákanyová (* 8. dubna 1980 Bratislava) je slovenská filmařka, známá především svou dokumentární tvorbou.

## Život
Vystudovala v ateliéru scenáristiky na Vysoké škole múzických umění v Bratislavě a absolvovala bakalářské studium dokumentární tvorby na Akademii múzických umění v Praze (2005–2010).
Jako střihačka a dramaturgyně spolupracuje také na řadě nezávislých filmových projektů s televizí či s neziskovými organizacemi. Za její snímky se jí dostalo řady domácích i mezinárodních ocenění.

## Filmografie
Filmografii Viery Čákanyové tvoří následující práce:

### Režie
- 2020: Bílá na bíle
- 2019: FREM
- 2015: Letící kůň (v rámci projektu Gottland)
- 2014: Gottland
- 2014: Skotsko jedna báseň (seriál)
- 2014: Skotská čítanka: Don't worry, be scottish (dil Richard Price) (seriál)
- 2014: Slovensko 2.0 (díl Rupicapra) (povídkový film složený z 10 krátkých filmů různých režisérů)
- 2013: Celnice: Ruky v hlavě (TV film)
- 2011: ProStory (díl Sedlácká metoda) (TV pořad)
- 2010: Olda (studentský film)
- 2010: Update (studentský film)
- 2009: 100 dnů (studentský film)
- 2009: Alda (studentský film)
- 2008: Alláh nemrká (studentský film)
- 2007: Piraňa (studentský film)
- 2007: Červi (studentský film)
- 2006: Under Under Ground (studentský film)
- 2005: Hovoriace hlavy (studentský film)

### Střih
- 2015: Koza (rež. Ivan Ostrochovský)
- 2014: Nina (rež. Veronika Obertová, Michaela Čopíková)

### Dramaturgie
- 2017: 1. máj (rež. Mária Pinčíková)
- 2015: Koza

### Kamera
- 2017: Krátký film o pomáhání (rež. Alexandra Gojdičová)

## Ocenění
Za svou práci získala následující ocenění:
- cena za nejvýraznější světový dokument, Mezinárodní festival dokumentárních filmů J.IHLAVA 2020 (Bílá na bílé)
- Cena Pavla Kouteckého, ELBE DOCK 2020 (FREM)
- Nejlepší audiovizuální počin a Cena innogy – objev roku, Ceny české filmové kritiky 2020 (FREM)
- Hlavní cena Andreje Nikolaje Stankoviče, Cena Andreje Nikolaje Stankoviče 2015 (Gottland)
- Zvláštní uznání, MFDF J.IHLAVA 2014 (Gottland)
- Grand Prix na Mezinárodním festivalu studentských filmů Early Melons 2010 (100 dnů)
- Grand Prix (Zlatý dinosaurus) na 17. Mezinárodním filmovém festivalu Etiuda & Anima 2010, Krakow, Polsko (100 dnů)
- Mezinárodního filmového festivalu se zaměřením na kameramanskou tvorbu Ostrava Kamera Oko 2010 (100 dnů)
- nejlepší střih a režie, Famufest 2009 (Alda)
- Regard Neuf (Cena kantonu Vaud) za první či druhý snímek tvůrce na 16. Mezinárodním filmovém festivalu Visions du Réel 2010, Nyon, Švýcarsko (Alda)
- Zlatý klíč za nejlepší dokumentární dílo režiséra do 35 let na 27. Festivalu dokumentárního filmu a videa 2010, Kassel, Německo (Alda)
- nejlepší film, Famufest 2007 (Piraňa)
- zvláštní ocenění poroty za kolekci dokumentárních filmů, 21. festival českých filmů – FINÁLE (Piraňa)
- čestný diplom a cena studentské poroty na 14. Mezinárodním filmovém festivalu Etiuda & Anima 2007, Krakow, Polsko (Under Under Ground)